# 常与寺
常與寺（じょうよじ）は、千葉県流山市にある日蓮宗の寺院。

## 概略と沿革
「梅本山常與寺記」によると、1326年（嘉暦元年）に日念が開山し、1636年（寛永13年）に日遊が現在地に中興したという。
1872年（明治5年）の学制発布によって小学校教員の養成が急務となり、当時の印旛県が設けた教員養成所「印旛官員共立学舎」（後の千葉師範学校、現在の千葉大学教育学部）が常与寺に設置された。その経緯から、境内には「千葉県師範発祥之地」の石碑がある。共立学舎の生徒94名中、女性が41名入っている事などから、当時の流山地区における教育や女性の意識の高さを窺い知ることができる。市立流山小学校が境内にあった（明治5年（1882年）迄）。境内には、紙本著色日蓮上人像とともに、高さ4.1ｍのイチョウの樹木がある。

## 交通アクセス
- 流鉄流山線流山駅より徒歩約9分。
- 流鉄流山線平和台駅から徒歩約9分・京成バスに乗車、流山駅バス停下車徒歩約2分。
- 東武バスイースト流山駅前バス停下車徒歩約2分。
- 東武バスイースト流山駅東口バス停下車徒歩約8分。
- 京成バスに乗車、小学校入口バス停下車徒歩約6分。
- 京成バスに乗車、文化会館入口バス停下車徒歩約7分。
- 常磐自動車道三郷ICから、車で約9分。
- 東京外環自動車道外環三郷西ICから車で約16分。
- 常磐自動車道流山ICから車で約8分。